# Campanula carpatha
Campanula carpatha là loài thực vật có hoa trong họ Hoa chuông. Loài này được Halácsy mô tả khoa học đầu tiên năm 1902.